# Saint-Jean-Poutge
Saint-Jean-Poutge is een gemeente in het Franse departement Gers (regio Occitanie) en telt 249 inwoners (2004). De plaats maakt deel uit van het arrondissement Auch.

## Geografie
De oppervlakte van Saint-Jean-Poutge bedraagt 10,9 km², de bevolkingsdichtheid is 22,8 inwoners per km².
De onderstaande kaart toont de ligging van Saint-Jean-Poutge met de belangrijkste infrastructuur en aangrenzende gemeenten.

## Demografie
Onderstaande figuur toont het verloop van het inwonertal (bron: INSEE-tellingen).